# Neo Geo X
La Neo Geo X (talvolta abbreviato in NGX) è una console portatile prodotta dalla Tommo Inc. su licenza SNK; risulta essere la più giovane erede del vetusto Neo Geo Pocket Color ad essere marchiata con il brand Neo Geo (sono passati circa 8 anni dalla dismissione del Pocket Color).
Lo sviluppo di Neo Geo X risale a gennaio del 2012, anche se le prime notizie di questa macchina vengono annunciate al pubblico a marzo dello stesso anno, ma meno di un anno dopo la console venne ritirata dal commercio.
Fu lanciato e commercializzato a dicembre un pacchetto denominato "Neo Geo X Gold Limited Edition" che includeva: 
- una docking station (simile alla sua antenata casalinga, ma con lo scopo di collegare la console ad una televisione ma allo stesso tempo come caricabatteria.
- un joystick arcade (come nei cabinati)
- un gioco bonus.

Di base, il Neo Geo X può contare sui 20 titoli più popolari della collana originale di Neo Geo (MVS / AES). I giochi sonno memorizzati su una scheda di memoria (scheda SD).
La console era distribuita dalla Tommo in Nord America e dalla Blaze Europe in Europa.

## Lista dei videogiochi disponibili
Il Neo Geo X ha un totale di 36 titoli:
- 3 Count Bout
- Alpha Mission II
- Art of Fighting
- Baseball Stars 2
- Cyber-Lip
- Fatal Fury
- Fatal Fury Special
- The King of Fighters '95
- King of the Monsters
- Last Resort

- League Bowling
- Magician Lord
- Metal Slug
- Mutation Nation
- NAM-1975
- Puzzled
- Real Bout Fatal Fury Special
- Samurai Shodown II
- Super Sidekicks
- World Heroes Perfect

Venti di questi giochi sono pre-caricati sul sistema, tra cui: Metal Slug, Fatal Fury: King of Fighters e The King of Fighters.
Il gioco bonus all'interno del pacchetto è Ninja Master.

Nel febbraio del 2013 sono stati annunciati altri capitoli della collana Neo Geo, Una serie di cinque volumi chiamati "Neo Geo X Classic", che comprendono: cinque schede da gioco con tre titoli su ciascuna di per un totale di 15 titoli. I volumi sono stati distribuiti nel mese di giugno 2013 e presentano i seguenti giochi:
Primo volume
- Metal Slug 2
- Sengoku
- Top Hunter

Secondo Volume
- Samurai Shodown III
- Savage Reign
- Super Sidekicks 3

Terzo Volume
- The King of Fighters '96
- Blazing Star
- Kizuna Encounter

Quarto Volume
- Garou: Mark of the Wolves
- Shock Troopers
- World Heroes 2 Jet

Quinto Volume
- The Last Blade
- Blue's Journey
- Art of Fighting 3

Ogni volume viene fornito con un cavo di trasferimento dati con la funzione di ricarica per la console.
Le cartucce includono un aggiornamento del firmware che aggiorna il Neo Geo X al firmware v500.

## Caratteristiche tecniche[4]
Il dispositivo include:
- uno schermo da 4,3 pollici a cristalli liquidi con risoluzione video di 480 × 272 pixel
- uno slot per schede SD,
- uscita A / V
- altoparlanti stereo interni
- entrata jack da 3,5 mm.

Inoltre, è dotato di una porta micro-USB utilizzato per caricare la batteria.
Il sistema è stato lanciato come parte del pacchetto Gold, che comprende il "Neo Geo X station", una replica della console originale Neo Geo AES che funziona come una stazione di ricarica / aggancio con la propria uscita video composito e uscita HDMI oltre ad replica il funzionamento del controller arcade stick originale Neo Geo AES.
I controller arcade stick Neo Geo X, vanno collegati alla docking station attraverso due porte USB. (la macchina non ha la retro compatibilità con i controller e le cartucce gioco e schede di memoria dell'originale Neo Geo)
Il quadro comandi della macchina dispone di:
- una levetta analogica a 8 vie per il controllo direzionale.
- pulsante menu e di avvio.
- pulsanti frontali: A, B, C, D.
- tasti dorsali: L1, L2, R1, R2. (I tasti dorsali sono utilizzati per cambiare proporzioni dello schermo.
- pulsanti per la regolazione del volume e la luminosità si trovano sotto il palmare.

I giochi BIOS e pre-installati dell'unità sono stati inizialmente memorizzati su una scheda micro SD interna SanDisk da 2 GB.
Esistono 3 versioni del firmware originale:
v337/v370: queste 2 versioni permettono di utilizzare una sd modificata (presenza di una shell root senza password nel terminale di debug rimossa nella v500)
v500/v500a: in questa versione il bug che permetteva l'utilizzo dell'hack sd è stato fixato quindi non puo' essere utilizzato.
Le console con fw337 montano una sd interna anziché avere un flash chip, mentre quelle con fw370 potrebbero avere o una sd oppure un flash chip (l'unico modo per scoprirlo è aprire la console).
Esistono 2 versioni di custom firmware per questa console:
v0.345-G775E600 (basato su fw 370)
V0.4-5-GECF6931 (basato su fw 500a).
I firmware non sono protetti e possono essere flashati/downgradati/upgradati tra le varie versioni senza alcun problema.